# Stadio Nando Martellini
Lo stadio Nando Martellini, già stadio Vittorio Polacco e stadio delle Terme di Caracalla, è un impianto di atletica leggera di Roma, ubicato in prossimità delle Terme di Caracalla. 

## Storia
Lo Stadio delle Terme di Caracalla venne inaugurato il 24 maggio 1939. I lavori furono iniziati nel periodo 1936/1937 nell'ambito dei lavori di ristrutturazione dell'area di Porta Capena per la costruzione del Ministero dell'Africa Italiana e del posizionamento dell'obelisco di Axum. L'impianto venne intitolato a Vittorio Polacco.
Negli anni cinquanta lo stadio venne ristrutturato poiché durante i Giochi della XVII Olimpiade, svolti a Roma dal 25 agosto all'11 settembre 1960, la struttura fu utilizzata come sede di allenamento per gli atleti impegnati nell'evento.
Nel 2002 l'impianto venne nuovamente ristrutturato e fu intitolato al giornalista e telecronista Nando Martellini.

## Descrizione
Lo stadio dispone di una pista di atletica leggera a sei corsie della lunghezza di 400 metri.